# Гаусівський пучок
Гаусівський пучок (син. Гаусів пучок) — пучок електромагнітного випромінювання, в якому розподіл електричного поля і випромінювання в поперечному перерізі добре апроксимується функцією Гауса. Когерентний світловий пучок з гаусовим розподіленням поля має фундаментальне значення в теорії хвильових пучків. Цей пучок називають основною модою на відміну від інших мод більш високого порядку.

## Математичний опис
Шукається розв'язок наведеного хвильового рівняння, що описує поширення такого пучка у вигляді:
{\displaystyle \Psi =u(x,y,z)e^{ikz}},
де {\displaystyle u(x,y,z)} — повільно змінювальна комплексна функція, яка і визначає властивості лазерного пучка, що відрізняють його від плоскої хвилі. Застосування оператора Δ до функції Ψ дає:
{\displaystyle \Delta \Psi =\left({\frac {\partial ^{2}u}{\partial x^{2}}}+{\frac {\partial ^{2}u}{\partial y^{2}}}+{\frac {\partial ^{2}u}{\partial z^{2}}}+2ik{\frac {\partial u}{\partial z}}-k^{2}u\right)e^{ikz}}.
Якщо у виразі знехтувати другою похідною {\displaystyle u} по {\displaystyle z} в порівнянні з першою, то на підставі наведеного хвильового рівняння Гельмгольца виходить рівняння:
{\displaystyle {\frac {\partial ^{2}u}{\partial x^{2}}}+{\frac {\partial ^{2}u}{\partial y^{2}}}+2ik{\frac {\partial u}{\partial z}}=0}.
Отримане рівняння відноситься до рівнянь параболічного типу, а саме наближення, в рамках якого воно було отримано, називається параболічним наближенням. Неважко показати, що рівняння буде задовольняти гаусів пучок, амплітуда якого змінюється по поперечній координаті гаусового закону.
Для гаусового пучка можна записати вираз:
{\displaystyle u=a\exp {\left[i\left(p+{\frac {k}{2q}}r^{2}\right)\right]}},
де r2=x2+y2. Параметр р — комплексний фазовий зсув при розповсюджені світла уздовж осі z, а q — комплексний параметр пучка, що визначає гаусовий розподіл поля по координаті r, де r — відстань від осі. Крім того, q визначає кривизну хвильового фронту, який поблизу осі є сферичним.
Розглянемо властивості гаусового пучка з довжиною хвилі λ більш докладно. Для цього висловимо комплексний параметр q через два дійсних параметра пучка R і w
{\displaystyle {\frac {1}{q}}={\frac {1}{R}}+i{\frac {\lambda }{\pi w^{2}}},}
де R — це радіус кривизни хвильового фронту, а w характеризує зміну поля Е в поперечній площині (параметр w прийнято називати шириною пучка). Розподіл поля в цій площині, підкоряється закону Гауса, і w дорівнює відстані, на якому амплітуда поля зменшується в е разів у порівнянні з полем на осі.

## Властивості пучка

Ширина гаусового пучка w(z) як функція z. w_{0}: горловина пучка; b: глибина різкості; z_{R}: довжина Релея; Θ: кутова розбіжність пучка

### Ширина пучка
В деякій площині, так званою горловиною каустичної поверхні або перетяжкою, гаусів пучок стягується до мінімальної ширини w0. У цій площині, від якої доцільно відраховувати відстань z, фазовий фронт є плоским, і комплексний параметр пучка стає чисто уявним:
{\displaystyle q_{0}={\frac {\pi w_{0}^{2}}{i\lambda }},z_{R}=iq_{0},}
де zR — довжина Релея. Тоді ширина пучка на відстані z задається наступною формулою:
{\displaystyle w(z)=w_{0}{\sqrt {1+\left({\frac {\lambda z}{\pi w_{0}^{2}}}\right)^{2}}}}

### Радіус кривизни
Залежність радіуса кривизни від координати:
{\displaystyle R(z)=z\left(1+\left({\frac {\pi w_{0}^{2}}{\lambda z}}\right)^{2}\right)}

### Розбіжність пучка
Твірна пучка w(z) представляє собою гіперболу, асимптота якої нахилена до осі під кутом
{\displaystyle \theta ={\frac {\lambda }{\pi w_{0}}}}.
Цей кут дорівнює куту дифракції основної моди в дальній зоні.
Загальна кутова розбіжність пучка складе
{\displaystyle \Theta =2\theta }.

## Моди вищих порядків

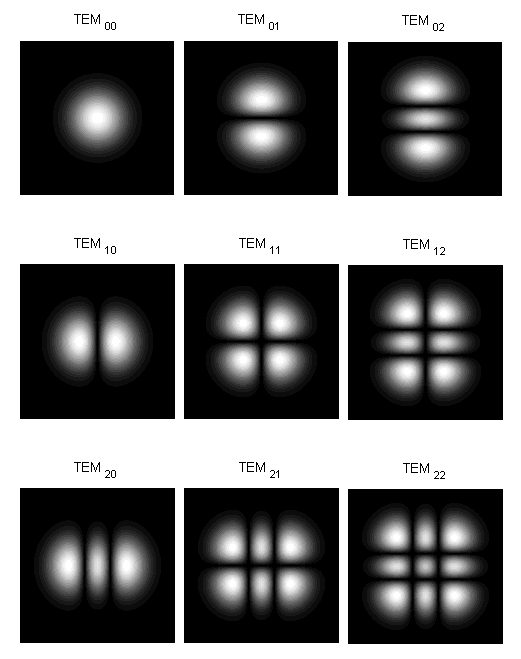
Перші дев'ять ермітово-гаусових мод

Гаусові пучки — всього один з можливих розв'язків параксіального хвильового рівняння. Лазерні пучки можна моделювати  комбінаціями різних ортогональних розв'язків. У загальному випадку, якщо визначено повний базис розв'язків, то будь-який пучок можна описати як суперпозицією розв'язків з базису.